# Ixerba brexioides

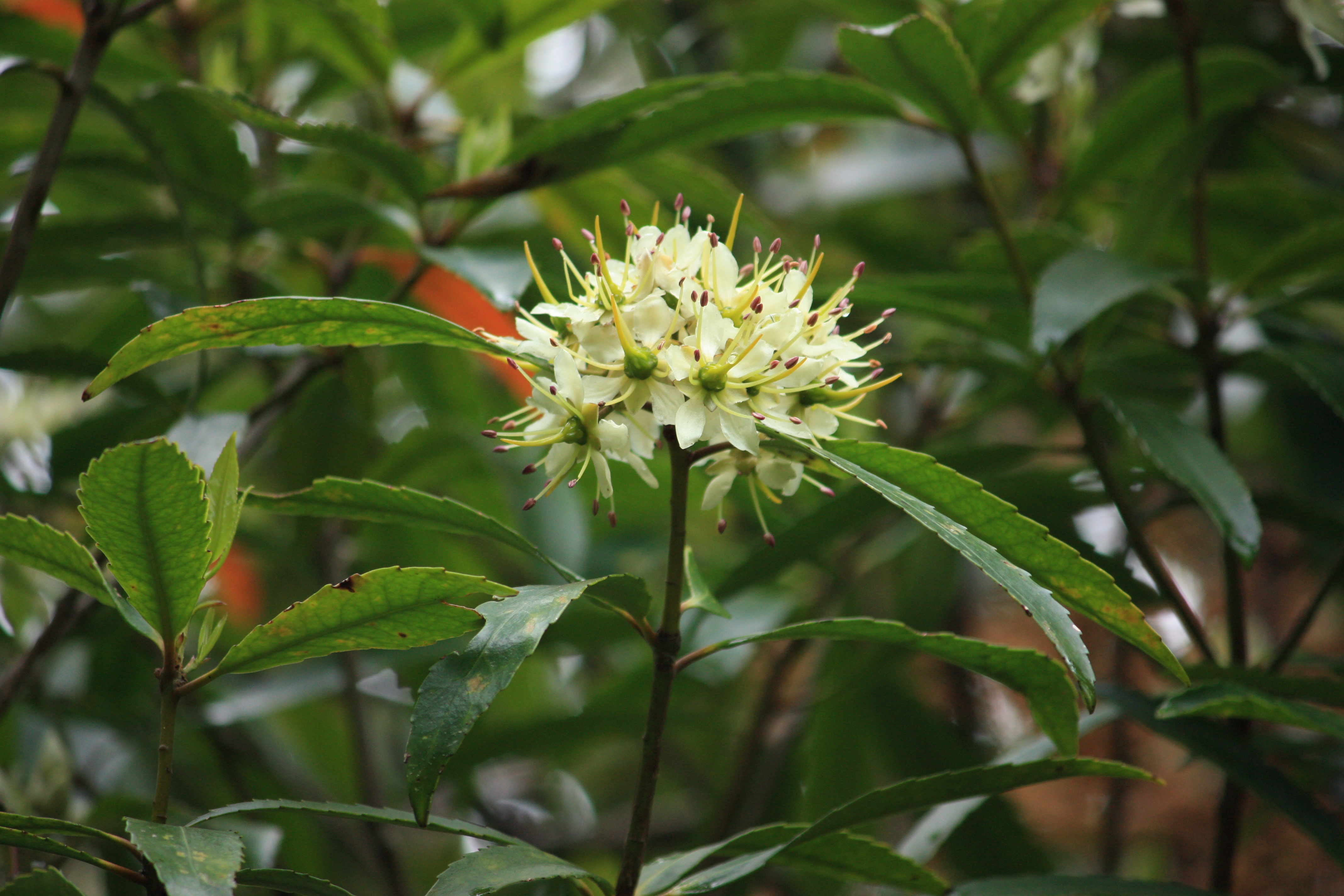
Blütenstand

Ixerba brexioides ist eine immergrüne Baumart auf Neuseeland, die alleine die Pflanzen-Gattung der Ixerba innerhalb der Familie Strasburgeriaceae bildet. Auf Neuseeland wird die Art „Tāwhiri“ oder „Tawari“ genannt, die Blüten „whakou“.

## Merkmale
Es ist ein immergrüner Baum mit ausladender Krone, der bis zu zehn Meter hoch wird. Der Stamm erreicht einen Durchmesser von 0,2 bis 0,4 Metern. Die Borke ist dunkel- bis grau-braun. Die Zweige, Blätter und Blütenstände sind leicht behaart, wenn jung.
Die Blätter stehen pseudoquirlförmig. Sie sind nebenblattlos. Die Blattstiele sind zwei Zentimeter lang und fleischig. Die Blätter sind an der Oberseite gelbgrün bis dunkelgrün, an der Unterseite immer heller. Junge Blätter sind oft rötlich. Sie sind etwas fleischig, ausgesprochen ledrig, 60 bis 160 Millimeter lang und 10 bis 40 Millimeter breit, lanzettlich bis elliptisch mit einem spitzen Apex. Der Blattrand ist deutlich und grob gezähnt. An der Spitze jeden Zahnes sitzt eine kleine Drüse.
Die Blütenstände stehen terminal, bestehen aus fünf bis zehn Blüten, die eine schirmförmige Ähre bilden. Die Blüten sind weiß, relativ groß (25 bis 35 Millimeter Durchmesser) mit je fünf Kelch- und Kronblättern, zehn Staubblättern mit dicken Konnektiven. Der Pollen ist 4- bis 5-colporat. Der Fruchtknoten ist auffällig, besteht aus fünf verwachsenen Fruchtblättern und geht allmählich in den Griffel über. Der Griffel ist stark gefurcht und an der Spitze spiralig gedreht. An der Basis des Fruchtknotens sitzt ein gelapptes Nektarium. Die Gefäßbündel im Blütenboden sind dicht zusammengedrängt. Blütezeit ist Oktober und November.
In der zugespitzten Kapselfrucht befinden sich wenige glänzend schwarze Samen mit einem auffälligen orange-roten Arillus. Fruchtreife ist von November bis Jänner. Die Verbreitung der Samen erfolgt möglicherweise durch Tauben.
Der Art fehlen nicht-hydrolysierbare Tannine. Die Chromosomenzahl ist n=25.

## Verbreitung
Ixerba brexioides ist auf der Nordinsel von Neuseeland endemisch. Das Areal ist beschränkt auf den Norden der Nordinsel etwa von Waitomo, Paeroa Range und Te Urewera nach Norden bis zu den Hügeln südlich von Kaitaia.
Der Baum wächst in Kauri-Wäldern und montanen Nebelwäldern. Er bevorzugt schattige und geschützte Stellen, oft nahe Fließgewässern und auf ständig feuchtem Boden. Die Art ist eher selten und tritt nur an manchen Stellen in größeren Zahlen auf. Sie ist aber nicht gefährdet.
Die Art kann nur schwer in Kultur genommen werden. Es wird vermutet, dass sie eine Mykorrhiza zum Wachsen benötigt. Wenn sie zusammen mit Griselinia littoralis gepflanzt wird, soll sie gut wachsen.

## Systematik
Innerhalb der Crossosomatales ist Ixerba das Schwestertaxon von Strasburgeria. Beide Gruppen haben folgende gemeinsame Merkmale: zumindest in den Blüten Zellen mit verdickten verschleimten inneren Tangentialwänden; nadelförmige Kristalle; spiralige Blätter mit drüsig-gezähntem Rand; große Blüten mit spiraligem Kelch; flache Filamente; Antheren über drei Millimeter lang; Fruchtblätter sitzend, epitrop mit langem hohlem Griffel, der an der Frucht erhalten bleibt; Chromosomen-Grundzahl von 25.
Cronquist hatte 1981 Ixerba in die Grossulariaceae gestellt, Airy Shaw in die Brexiaceae und Tachtadschjan 1997 in die Rosidae-Brexiales. Die Angiosperm Phylogeny Group stellt die Gattung seit 2009 zusammen mit Strasburgeria in die Familie Strasburgeriaceae.